# Kalle Anka på friarstråt
Kalle Anka på friarstråt (engelska: Crazy Over Daisy) är en amerikansk animerad kortfilm med Kalle Anka från 1950.

## Handling
Filmen utspelar sig på 1890-talet och Kalle Anka är på väg på cykel för att träffa sin älskade Kajsa Anka. Men han drabbas av problem på vägen när han träffar ekorrarna Piff och Puff, som gör allt för att gå Kalle på nerverna.

## Om filmen
Filmen hade svensk premiär den 26 november 1950 på Sture-Teatern i Stockholm och ingick i kortfilmsprogrammet Kalle Ankas bravader tillsammans med sju kortfilmer till; Kalle Anka som jultomte, Pluto som gårdvar, Musse Piggs kelgris, Konståkning på trissor (ej Disney), Kalle Anka på honungsskörd, Pluto akrobat och Kalle Anka på camping.
Filmen har haft flera svenska titlar genom åren. Vid biopremiären 1950 gick den under titeln Kalle Anka på friarstråt. Alternativa titlar till filmen är Kalle Ankas vårkänslor och Galen i Kajsa.
Filmen har givits ut på VHS och finns dubbad till svenska.

## Rollista
- Clarence Nash – Kalle Anka
- Gloria Blondell – Kajsa Anka
- James MacDonald – Piff
- Dessie Flynn – Puff[8]